# Торвальдсен, Бертель
Бе́ртель То́рвальдсен (дат. Bertel Thorvaldsen; 19 ноября 1770, Копенгаген — 24 марта 1844, там же) — датский скульптор, представитель позднего академического классицизма. Торвальдсен работал в Риме и его произведения в неоклассическом стиле были непосредственно вдохновлены античным искусством. Торвальдсена считают одним из главных героев «Золотого века» датского искусства.

## Биография
Бертель Торвальдсен был сыном Готтскалка Торвальдссона (Gottskálk Þorvaldsson) — уроженца берегов Скагафьорда (Skagafirði), сына бедного исландского священника, приехавшего в Копенгаген в возрасте семнадцати лет и зарабатывавшего на жизнь, вырезая украшения судов на верфях. Мать будущего скульптора — Карен, урождённая Дагнес, дочь клерка, скончалась в 1804 году. Данизированная форма отцовского отчества стала фамилией сына. Бертель начал обучение с одиннадцати лет в первой свободной школе при Датской королевской академии искусств в Копенгагене. В 1787 году он получил малую серебряную медаль, в 1789 году большую серебряную медаль, в 1791 году малую золотую медаль и в 1793 году большую золотую медаль. В 1796 году он получил стипендию Академии и покинул Данию на фрегате «Фетида», чтобы отправиться в Рим.
Следующие сорок лет своей жизни Торвальдсен провёл в Риме. В январе 1797 года Бертель высадился в Палермо, оттуда отправился в Неаполь, провёл там месяц, изучая коллекции произведений искусства, а затем отправился в Рим, куда прибыл 8 марта.
В свое время Гёте был настолько увлечён своим пребыванием в Риме, что описал свой приезд 1 ноября 1786 года как личное возрождение, свой «второй день рождения». По примеру поэта возник обычай праздновать «римский день рождения»: дату первого прибытия в город, и Торвальдсен ежегодно праздновал 8 марта 1797 года как свой самый важный «римский день рождения» всю оставшуюся жизнь.
За статую «Язон с золотым руном» (1803) Торвальдсена похвалил сам Канова, и впоследствии датский ваятель стал восприниматься публикой как наследник выдающегося венецианца. Бертель Торвальдсен коллекционировал античные геммы. «В своей римской мастерской, находившейся в Палаццо Барберини, знаменитом замечательной коллекцией античной скульптуры, Торвальдсен „реставрировал“ недавно открытые эгинские мраморы, добавляя к ним по своему усмотрению и обычаю того времени утраченные детали: руки, головы. Считалось, что только один Торвальдсен может сравняться с древними» (по рекомендации датского скульптора «эгинеты» — фрагменты древнегреческих скульптур из руин храма Афины-Афайи с острова Эгина, им «отреставрированные», приобрёл баварский принц Людвиг, будущий король Людвиг I. Ныне реконструкции фронтонных групп Эгинского храма можно увидеть в Мюнхенской глиптотеке).
Торвальдсен также копировал античные статуи и выполнял собственные, в подражание античным, в частности по заказам Людвига Баварского и других аристократических заказчиков. Трудно назвать в XIX веке художника, который бы получил столь всеобщее признание, как Бертель Торвальдсен. Заказы поступали к нему со всех концов Европы. Его посещение Копенгагена в 1819 году вылилось в подлинную триумфальную процессию: с восторгом встречали его и в Вене, и в Берлине, и в Варшаве. Многие из его учеников (например, Борис Орловский и Давид Йенсен) жили и работали в Санкт-Петербурге.
С 1825 года Бертель Торвальдсен был президентом римской Академии Святого Луки.
На склоне лет, в 1838 году, Торвальдсен принял решение вернуться из Италии в Данию, и известие об этом было отмечено как веха национальной истории. В следующем году началось строительство Музея Торвальдсена в Копенгагене, которому было суждено стать и его мавзолеем. Официальное открытие Музея Торвальдсена состоялось через четыре года после смерти ваятеля.

## Произведения
Торвальдсен был одним из самых плодовитых академических скульпторов в истории искусства. Почти все его лучшие произведения созданы на античные сюжеты. Современникам казалось, что именно он смог прочувствовать и воссоздать суть классического искусства Греции и Рима. Грандиозный фриз с изображением деяний Александра Македонского в Квиринальском дворце в Риме он создал в 1812 году всего за три месяца, с расчётом на предстоящий визит в Рим Наполеона. Среди других известных работ — скульптуры Ганимед с чашей и орлом (1804), Амур и Психея (1807), Венера с яблоком (1813—1816), медальоны День и Ночь (1814—1815), Меркурий со свирелью (1818), Ганимед, кормящий Зевсова орла (1817), Три грации (1817—1819) и многие другие.
Идеализированные портретные бюсты работы Торвальдсена пользовались огромным спросом. Он увековечил в мраморе не только правителей, например императора Александра I, но и представителей аристократии различных государств, в том числе и России. Одно из его лучших портретных изображений — автопортрет 1839 года. Торвальдсен также является автором памятников Юзефу Понятовскому (Памятник князю Юзефу Понятовскому в Варшаве, 1820—1829), Н. Копернику (Памятник Николаю Копернику в Варшаве, 1829—1830), Дж. Байрону (Кембридж, 1830—1831), Ф. Шиллеру (Штутгарт, 1835—1839).
Помимо скульптуры портретного и мифологического жанров, Бертель Торвальдсен много внимания уделял библейским темам и сюжетам. Однако ещё при жизни скульптора обвиняли в холодности и бездушности: академическая идеализация и стилизация «под антики» мало соответствовали христианской идее. Начиная со второй половины XIX века произведения Торвальдсена, как и других академических и салонных мастеров, например Антонио Кановы, подвергались критике.
В. Г. Власов довольно жёстко писал:

 «В последующее время его громкая слава казалась непонятной, но в то время его холодный и подражательный стиль, бесконечно далёкий от подлинной античной классики, соответствовал представлениям о „благородной простоте и спокойном величии“ по И. И. Винкельману. В творчестве Торвальдсена, как и других скульпторов сентиментального направления, например Антонио Кановы, восприятие античности происходило через академизм Рафаэля и рафаэлитов, и поэтому антика смягчалась до изнеженности и поверхностной красивости. Торвальдсен исходил не из живого восприятия, а из заученных форм и апробированных „идеальных“ образцов. Это во многом объясняет его неудачу в попытках дополнить утраченные части античных скульптур мюнхенского музея».

## Галерея
- Ганимед с орлом. 1817. Мрамор. Музей Торвальдсена, Копенгаген
- Кенотаф папы Пия VII в соборе Св. Петра в Риме. 1824—1825
- Принцесса Вильгельмина. 1818. Мрамор. Альбертинум, Дрезден
- Памятник Николаю Копернику в Варшаве. 1829—1830. Бронза
- Памятник князю Юзефу Понятовскому в Варшаве. 1820—1829. Бронза
- Статуи апостолов в кафедральном соборе Копенгагена. 1829
- Скульптура умирающего льва в Люцерне, Швейцария. 1818—1821
- Скульптурный портрет княгини Марии Барятинской[6]. 1818. Музей Торвальдсена, Копенгаген
- Венера с яблоком Париса. 1813—1816. Мрамор. Музей Торвальдсена, Копенгаген
- Танцующая девушка. 1817—1822. Гипс. Музей Торвальдсена, Копенгаген
- Психея. 1844. Мрамор. Старая Национальная галерея, Берлин
- Язон с золотым руном. 1803. Мрамор. Музей Торвальдсена, Копенгаген